# Camponotus wroughtonii
Camponotus wroughtonii är en myrart som beskrevs av Auguste-Henri Forel 1893. Camponotus wroughtonii ingår i släktet hästmyror, och familjen myror. Inga underarter finns listade.